# ソティリス・ニニス
ソティリス・ニニス（ギリシア語: Σωτήρης Νίνης、英語: Sotiris Ninis、1990年4月3日 - ）は、アルバニア出身のサッカー選手。元ギリシャ代表。ポジションはMF（右サイドハーフ）。
国際サッカー連盟(FIFA)の公式サイトではニニスを「崇高なビジョンをともなった目もくらむようなボールキープ力、衝撃を与える攻守の切り替えの速さ、恐ろしいほどのロングシュートの技術を兼ね備えている」と紹介している。

## 経歴
ギリシャ人の両親の元、アルバニアで生まれた。

### クラブ
2004年に名門として知られるアポロン・スミルニスFCの下部組織からパナシナイコスFCの下部組織に移り、トップチームデビューするまでの2年の間にユースチームでは不可欠な存在となった。2006年12月22日、クラブはニニスに5年契約をオファーし、その2週間後の2007年1月7日、ビクトル・ムニョス監督はトップチームのエガレオFC戦にニニスを招集した。この試合でトップチームデビューし、1978年に15歳でトップチームの試合に出場したKostas Antoniouに次いでクラブ歴代2位の年少リーグ戦出場記録となった。2月15日にはUEFAカップのRCランス戦に出場し、ギリシャのクラブ所属で欧州カップ戦に出場した最年少の選手となった。2月18日のAEKアテネFC戦(4-1)ではライバル相手に1得点2アシストの活躍を見せた。7月6日、パナシナイコスFCとプロ契約を結んだ。同年12月には選手や監督の投票によって選ばれるギリシャ最優秀若手選手賞を受賞したが、これは同賞の最年少受賞記録である。
2007-08シーズンは負傷により不満の残るシーズンとなった。オリンピアコスFCとのシーズン開幕戦に途中出場すると、ハムストリングや腹筋を痛め、3ヶ月の間離脱した。結局2007年12月に復帰したが、シーズンの残りの試合には出場することがなく、ジョゼ・ペレイロ監督はニニスの出場を期待するファンから批判を受けた。
2008年夏に就任したヘンク・テン・カテ監督はプレシーズンの練習で常にニニスへの信頼を示し、2008-09シーズンは良好なスタートを切った。UEFAカップのシャルルロワSC戦では後半開始から試合に投入されると、1得点3アシストの活躍でベルギーのクラブに5-1と快勝した。8月11日には、テン・カテ監督によってディミトリオス・サルピンギディス、ジウベルト・シウヴァとともにキャプテンのひとりに指名されたことが明らかになったが、18歳と125日でのキャプテン就任はクラブ史上最年少記録となった。9月23日にはクラブとの契約を2012年まで延長し、ギリシャ国外のチームに対する契約解除金は1000万ユーロに、ギリシャ国内のチームに対する契約解除金は1700万ユーロに設定された。
2010年2月のUEFAヨーロッパリーグ・ASローマ戦では2試合を通して快心のプレーを見せ、セリエAで2位につけていたチームに勝利した。セカンドレグではニニスが獲得したPKをジブリル・シセが決めて同点に追いつき、20mの距離からミドルシュートをたたき込むと、さらにシセにスルーパスを通して駄目押しとなる得点をアシストした。
ACミラン、FCスパルタク・モスクワなどが獲得に興味を示していたが、2012年7月、かねてより噂されていたパルマFCへの移籍が発表された。契約期間は4年。
2013年夏、PAOKテッサロニキへのレンタル移籍が発表された。
2014年11月6日、パナシナイコスFCに再加入した。
2017年9月10日、マッカビ・ペタク・チクヴァFCに加入した。

### 代表

#### 世代別ギリシャ代表
2007年、U-19ギリシャ代表としてオーストリアで開催されたUEFA U-19欧州選手権に出場し、準決勝のU-21ドイツ代表戦では1得点2アシストの活躍で決勝進出に貢献した。決勝で敗れて準優勝に終わったが、大会ベストイレブン（4-4-2の右サイドハーフ）と大会最優秀選手に選ばれた。A代表デビュー後もU-19代表の試合に招集され、U-19モルドバ代表戦やU-19オランダ代表戦ではキープレーヤーとして活躍し、特に後者の試合では1決勝点1アシストの活躍でUEFA U-19欧州選手権本大会出場に望みをつないだ。2008年5月29日のロシア戦でマン・オブ・ザ・マッチを獲得するとアーセナルFC、マンチェスター・ユナイテッドFC、レアル・マドリード、ACミランなど西欧のクラブのスカウトが関心を示した。
2007年2月には、公式にU-21アルバニア代表からの招集を拒否した。同年からはU-21ギリシャ代表にも選ばれており、2009年9月8日、U-21イングランド代表戦(1-1)で同点ゴールを決めた。

#### ギリシャA代表
2008年5月16日、ギリシャA代表のオットー・レーハーゲル監督はニニスを初招集し、5月19日のキプロス戦でトップ下として先発出場してデビューすると、その試合で初得点も決め、マン・オブ・ザ・マッチに選ばれた。この時ニニスは18歳46日であり、コンスタンティノス・エレフテラキスが39年間保持していた記録を244日上回り、ギリシャ代表の最年少得点者となった。UEFA欧州選手権2008に出場するメンバーからは外れた。
2010年6月1日、オットー・レーハーゲル監督は2010 FIFAワールドカップ本大会に出場する23選手を発表し、ニニスはメンバー中最年少の選手として選出された。グループリーグのナイジェリア戦とアルゼンチン戦に途中出場したが、ギリシャはグループリーグ敗退に終わった。2011年9月2日、テルアビブで行われたUEFA欧州選手権2012予選のイスラエル戦で決勝点を決めた。

## 代表歴

### 出場大会
- ギリシャ代表
  - 2010 FIFAワールドカップ

### 試合数
- 国際Aマッチ 33試合 3得点（2008年-2015年）[11]

| ギリシャ代表 | 国際Aマッチ | 国際Aマッチ |
| 年           | 出場        | 得点        |
| ------------ | ----------- | ----------- |
| 2008         | 2           | 1           |
| 2009         | 1           | 0           |
| 2010         | 8           | 0           |
| 2011         | 7           | 1           |
| 2012         | 9           | 1           |
| 2013         | 4           | 0           |
| 2014         | 0           | 0           |
| 2015         | 2           | 0           |
| 通算         | 33          | 3           |

### 得点
| #  | 日時          | 場所       | 相手       | スコア | 結果 | 大会                                    |
| -- | ------------- | ---------- | ---------- | ------ | ---- | --------------------------------------- |
| 1. | 2008年5月19日 | パトラス   | キプロス   | 2–0    | 勝利 | 親善試合                                |
| 2. | 2011年9月2日  | テルアビブ | イスラエル | 1–0    | 勝利 | UEFA欧州選手権2012予選                  |
| 3. | 2012年9月11日 | ピレウス   | リトアニア | 2–0    | 勝利 | 2014 FIFAワールドカップ・ヨーロッパ予選 |

## タイトル

### クラブ
- パナシナイコスFC

ギリシャ・スーパーリーグ 優勝 (1) : 2009-2010
ギリシャ・カップ 優勝 (1) : 2009-2010

### 代表
- U-19ギリシャ代表

UEFA U-19欧州選手権 準優勝 (1) : 2007

### 個人
- ギリシャ最優秀若手選手賞 2007
- UEFA U-19欧州選手権 最優秀選手 : 2007